# Khosrau II
Khosrau II, hay Khosrow II, Chosroes II hoặc Xosrov II tên hiệu của ông là Apavez, "Người Chiến Thắng" - (tiếng Trung Ba Tư: 𐭧𐭥𐭮𐭫𐭥𐭣𐭩 Husrō (y); còn được gọi là Khusraw Parvez, tiếng Tân Ba Tư: خسرو پرویز Khosrow Parviz), là vị vua có năng lực cuối cùng của nhà Sassan (Ba Tư), trị vì từ năm 590 đến năm 628. Khosrau là con trai của vua Hormizd IV (trị vì từ năm 579-590) và cháu trai của vua Khosrau I (trị vì năm 531-579). Ông là vua Ba Tư cuối cùng có một triều đại tương đối lâu dài trước thời đô hộ của người Ả Rập (Ả Rập bắt đầu đánh Ba Tư năm năm sau khi Khosrau bị ám sát).
Khosrau được 2 cậu là Vinduyih, Vistahm lập làm vua năm 590 sau khi 2 người này giết Hormizd IV. Cùng lúc đó, tướng Bahram Chobin làm phản, đánh Khosrau chạy khỏi thủ đô Ctesiphon. Khosrau cùng 2 cậu sang Đông La Mã, xin viện quân về đánh bại Chobin. Khosrau khôi phục ngôi vua, không lâu sau thấy Vinduyih và Vistahm chuyên quyền nên bắt đầu khử 2 người này. Khosrau giết Vinduyih, khiến Vistahm giận dữ, họp quân các tỉnh phía đông nổi loạn. Sau một vài khó khăn, khoảng năm 596 nhà vua đã giết Vistahm và dập tắt cuộc nổi loạn.
Sau khi củng cố ngôi vị, Khosrau bảo trợ âm nhạc và thực hiện chính sách hòa hợp giữa Hỏa giáo với Ki-tô giáo. Năm 600, Khosrau đánh nước Lakhmid nằm đệm giữa Ả Rập với Ba Tư. Năm 602-614, Khosrau muốn có được một đế quốc lớn như Đế quốc Achaemenes cũ, bèn đem quân đánh Đông La Mã, lấy được các vùng đất trù phú ở Tây Nam Á và Bắc Phi. Cùng thời gian này, người Đột Quyết đánh Ba Tư, chiếm được tới Spahan nhưng bị các tướng của Khosrau đánh bại. Năm 626, Khosrau sai tướng Shahrbaraz đem 8 vạn quân (gồm lính Ba Tư, lính chư hầu Avar và Slavơ) bao vây Constantinopolis (thủ đô Đông La Mã), nhưng không thắng. Hoàng đế mới Đông La Mã là Heraclius chỉnh đốn lực lượng phản công, lấy lại hết đất cũ, đánh tan đại quân Ba Tư trong trận Nineveh, rồi uy hiếp Ctesiphon. Con Khosrau là Kavadh câu kết với một số gia đình quý tộc chiếm Ctesiphon, bắt giết Khosrau rồi ký hòa ước với La Mã.
Khosrau II cùng với người vợ yêu quý của ông, Shirin xuất hiện trong chuyện Khusraw và Shirin với người đánh cá, một câu chuyện trong Nghìn lẻ một đêm.

## Tiểu sử

### Thời niên thiếu
Khosrau II được sinh ra vào khoảng năm 570; cha ông là vua Hormizd IV và người mẹ của ông xuất thân từ gia tộc Ispahbudhan ở Parthia; hai người anh em của mẹ ông có tên là Vinduyih và Vistahm sau này đã có ảnh hưởng sâu sắc đến những năm tháng đầu đời của Khosrau II.

### Nhân cách và tài năng
Sử gia Muhammad ibn Jarir al-Tabari mô tả ông là:
Người xuất sắc nhất trong số các vị vua Ba Tư về lòng dũng cảm, sự khôn ngoan và tầm nhìn xa trông rộng, và không ai có thể so sánh với ngài về sức mạnh quân sự và chiến thắng, tích trữ kho báu và vận may, vì thế mà dùng tên gọi Parviz, có nghĩa là chiến thắng. 
Theo một truyền thuyết, Khosrau có một hậu cung riêng chứa hơn 3.000 thê thiếp.

Bản đồ biên giới La Mã- Ba Tư trong thời kì Hậu Cổ Đại, bao gồm cả biên giới năm 591 giữa hai đế quốc.

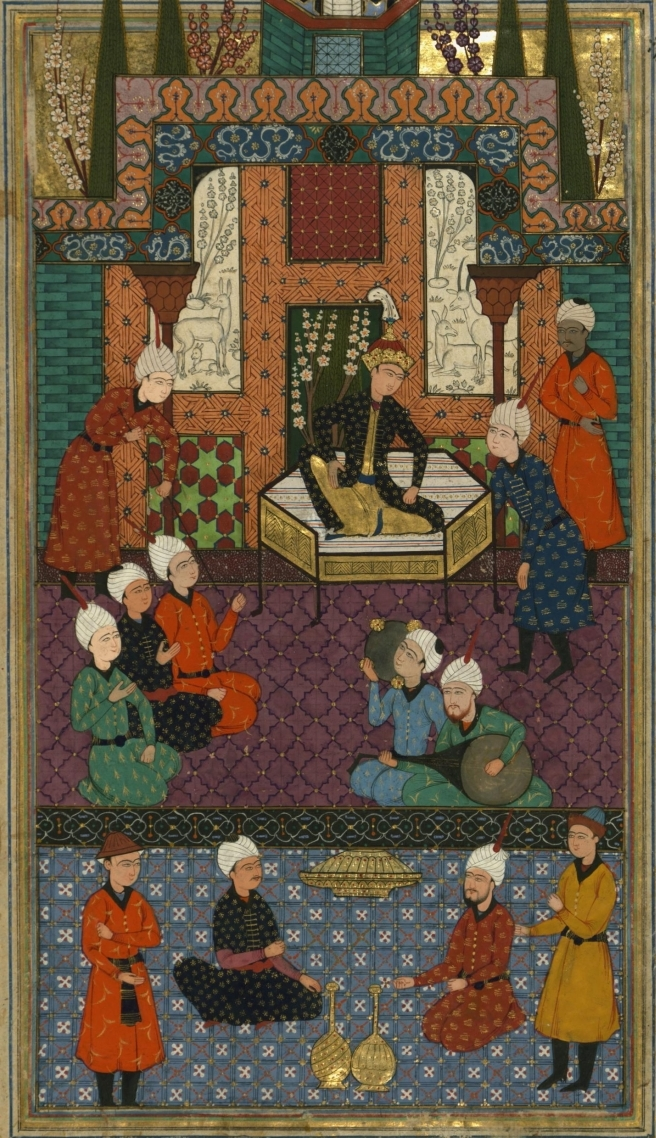
Tiểu hoạ thế kỷ 16 (khôi phục lại dưới thời nhà Safavid) mô tả cảnh Khosraw II lên ngôi.

### Kế vị ngai vàng
Khosrau đã được hai người cậu của ông Vistahm và Vinduyih đưa lên ngôi sau khi họ lãnh đạo một cuộc đảo chính cung đình, họ đã lật đổ vua Hormizd IV, đâm mù đôi mắt và sau đó sát hại Hormizd.Tuy nhiên, cùng lúc đó, đại tướng Bahram Chobin, một quý tộc dòng Mihran, lại đang tiến quân đến kinh đô Ctesiphon, và sau một cuộc giao tranh nhỏ gần thành phố vào ngày 28 Tháng hai kết thúc với thất bại Khosrau, ông đã bỏ chạy vào nước Đông La Mã cùng với hai người cậu của mình.
Để tạo ấn tượng tốt với hoàng đế Đông La Mã Maurice (582-602), Khosrau II đã đến Syria, và xuống lệnh cho dân Martyropolis (thành phố của Ba Tư đang bị Đông La Mã chiếm) không được đánh lại quân La Mã, nhưng đã không có kết quả. Khosrau bèn gửi thư cho Maurice xin viện quân đánh Bahram Chobin. Maurice đồng ý với điều kiện là Ba Tư phải nhường Đông La Mã các thành phố Amida, Carrhae, Dara và Miyafariqin. Hơn nữa, Maurice yêu cầu Ba Tư chấm dứt can thiệp vào công việc nội bộ của La Mã ở Tây-Bồ và Armenia, và phải nhượng lại quyền kiểm soát hoàn toàn vùng Lazistan cho La Mã.
Năm 591, Khosrau tới Constantia, và chuẩn bị hành quân đánh Lưỡng Hà trong tay Bahram Chobin. Vistahm và Vinduyih cộng tác với tướng La Mã là John Mystacon họp quân ở Azerbaijan và Armenia. Sau một thời gian chuẩn bị, Khosrau cùng với tổng chỉ huy phía Nam của Đông La Mã là Comentiolus, xâm chiếm vùng Lưỡng Hà. Trong cuộc xâm lược này, Nisibis và Martyropolis nhanh chóng đào ngũ về phe của họ, còn viên tướng của Bahram là Zatsparham đã bị đánh bại và vị giết chết.Trong cùng thời gian này, Khosrau do cảm thấy bị Comentiolus xúc phạm, đã thuyết phục Maurice thay thế viên tướng này bằng Narses. Khosrau và Narses sau đó tiến sâu hơn vào lãnh thổ của Bahram, chiếm Dara và sau đó là Mardin vào tháng Hai, tại đây Khosrau đã được tuyên bố là vua trở lại.Ngay sau đó, Khosrau đã phái một trong những cận thần người Iran của mình, Mahbodh, chiếm Ctesiphon, và ông ta đã cố gắng để thực hiện điều này.
Trong khi đó, hai người cậu của Khosrau và John Mystacon, đã chinh phục miền bắc Azerbaijan, và tiến xa hơn về phía nam vùng đất này, tại đó họ đánh bại Bahram tại Blarathon, ông ta sau đó chạy trốn tới chỗ người Đột Quyết ở vùng đất Ferghana. Tuy nhiên, Khosrau có lẽ đã cho người ám sát  hoặc là đã thuyết phục người Đột Quyết hành quyết ông ta.
Hòa bình với người La Mã sau đó đã được chính thức thiết lập lại. Đổi lại cho sự trợ giúp của mình, Maurice đã nhận được phần lớn vùng đất Armenia thuộc Ba Tư và miền tây Gruzia, và bãi bỏ các khoản cống nạp trước đây cho người Sassan.

## Cai trị

### Cuộc nổi loạn của Vistahm
Sau khi giành được thắng lợi, Khosrau đã ban thưởng cho những người cậu của mình các tước vị cao: Vinduyih trở thành quan coi quốc khố và là vị bộ trưởng thứ nhất và Vistahm được nhận chức spahbed của phía Đông, bao gồm Tabaristan và Khorasan, mà cũng là quê cha đất tổ của gia tộc Ispahbudhan Tuy nhiên, Khosrau đã sớm thay đổi ý định của mình: ông cố gắng tách mình khỏi những kẻ đã sát hại vua cha, nhà vua quyết định xử tử những người cậu của ông. Truyền thống ngờ vực những vị quan có quá nhiều quyền lực của các vị vua Sassan và sự bực bội cá nhân của Khosrau về thái độ trịch thượng của Vinduyih chắc chắn góp phần vào quyết định này. Vinduyih đã sớm bị xử tử, theo một ghi chép bằng tiếng Syria cổ, ông ta đã bị bắt khi đang cố gắng chạy trốn tới chỗ người em trai của mình ở phía Đông.

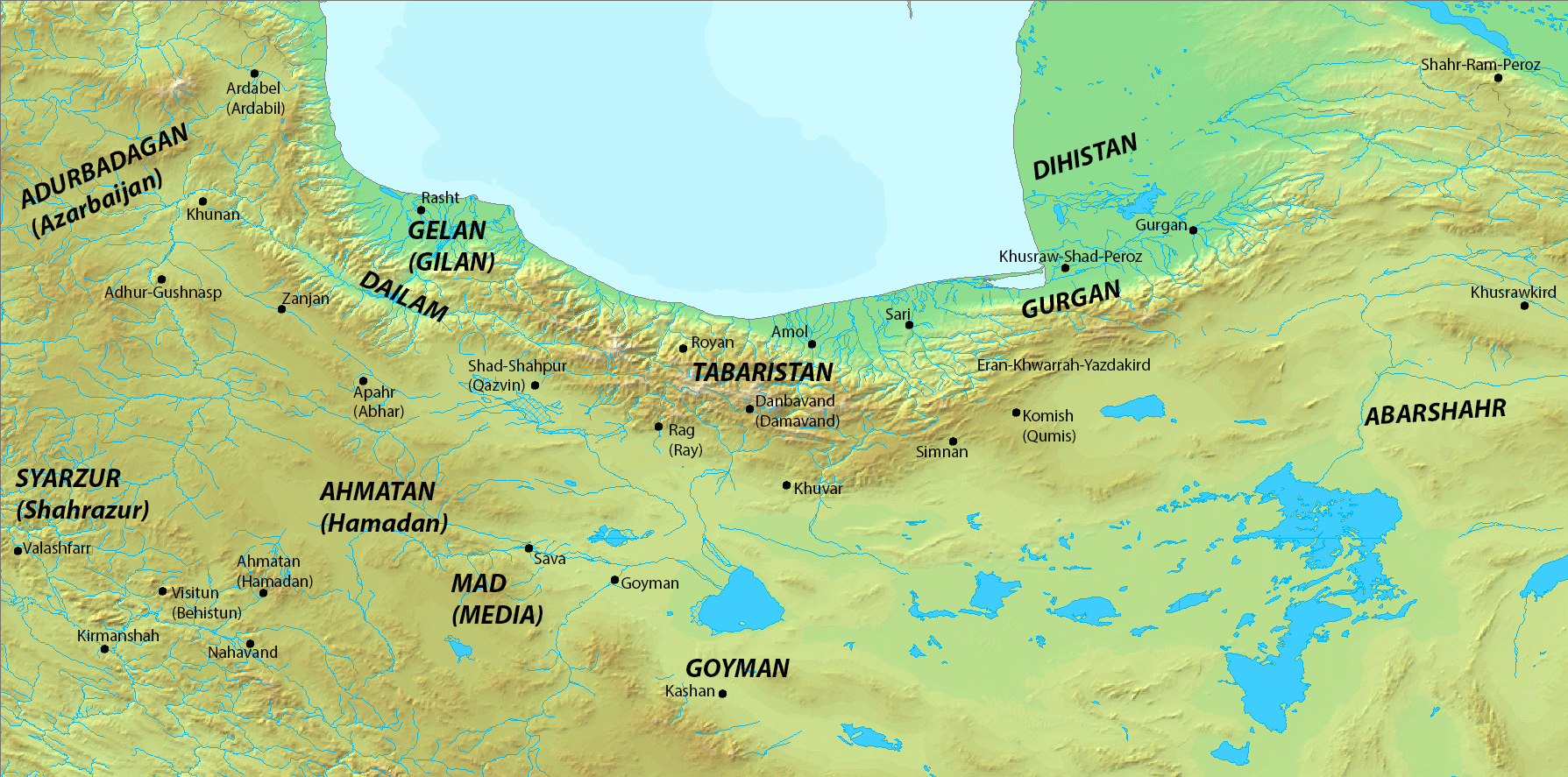
Bản đồ miền bắc Iran.

Khi tin tức về cái chết của người anh mình truyền đến, Vistahm đã nổi loạn. Theo Dinawari, Vistahm đã gửi thư cho Khosrau để khẳng định quyền kế ngôi của mình thông qua dòng dõi Arsaces: "Ngài không xứng làm vua hơn ta. Đúng ra ta còn xứng đáng hơn vì là hậu duệ của Darius, con của Darius, người đã chiến đấu chống lại Alexandros. Nhà Sassan các ngài xảo trá giành giật ngôi chủ [nhà Arsaces] và tước đoạt quyền lợi của chúng ta, lại còn bạc đãi chúng ta. Tổ phụ Sasan của các ngài chẳng qua cũng chỉ là một gã thầy tế". Cuộc nổi loạn của Vistahm cũng giống như của Bahram một thời gian ngắn trước đó, đều nhận được sự ủng hộ và lây lan nhanh chóng. Các thế lực quân phiệt địa phương cũng như những tàn dư của quân đội Bahram Chobin trước đó đã lũ lượt kéo đến, đặc biệt là sau khi ông ta cưới em gái của Bahram, Gordiya. Vistahm đã đẩy lùi những cuộc chinh phạt từ những đạo quân trung thành với nhà vua, và ông ta sớm thống trị toàn bộ một phần tư phía đông và phía bắc của vương quốc Ba Tư, một miền đất trải dài từ sông Oxus đến vùng đất Ardabil ở phía tây. Ông ta thậm chí còn tiến hành chinh phạt ở phía đông, tại đó ông ta đã chinh phục hai hoàng tử Hephthalite của vùng Transoxiana, Shaug và Pariowk.Thời điểm Vistahm bắt đầu nổi loạn là không chắc chắn. Từ tiền đúc của ông ta, chúng ta biết được rằng cuộc nổi loạn của ông ta kéo dài trong bảy năm. Niên đại thường được chấp nhận là vào khoảng từ năm 590-596, nhưng một số học giả như JD Howard-Johnston và P. Pourshariati cho rằng cuộc nổi loạn diễn ra muộn hơn, vào khoảng tháng 5 năm 594, trùng với cuộc khởi nghĩa của người Armenia là Vahewuni.
Ngay khi Vistahm bắt đầu đe dọa Media, Khosrau đã phái nhiều đội quân chống lại người cậu mình, nhưng không giành được thắng lợi quyết định: Vistahm và những người theo ông ta rút lui đến khu vực miền núi của vùng đất Gilan, trong khi một số đội quân người Armenia trong quân đội hoàng gia đã nổi loạn và đào ngũ sang chỗ Vistahm. Cuối cùng, Khosrau đã ra lệnh triệu tập viên tướng người Armenia Smbat Bagratuni, ông ta sau đó đã giao chiến với Vistahm gần Qumis. Trong khi trận đánh đang diễn ra, Vistahm đã bị ám sát bởi Pariowk do sự xúi giục của Khosrau (hoặc, theo một ghi chép thay thế, bởi người vợ Gordiya). Tuy nhiên, quân đội của Vistahm đã cố gắng để đẩy lùi quân đội hoàng gia tại Qumis, và phải tới khi Smbat tiến hành một cuộc viễn chinh khác vào năm tới thì cuối cùng cuộc nổi loạn này mới kết thúc.

### Âm nhạc dưới triều đại của Khosrau II
Triều đại của Khosrau II đã được coi là một thời kỳ hoàng kim cho âm nhạc. Trước Khosrau II đã có rất nhiều vị vua Sassan khác cho thấy quan tâm đặc biệt đối với âm nhạc, như Khosrau I, Bahram Gur, và thậm chí Ardashir I. Những nhạc sĩ đáng chú ý dưới triều đại của Khosrau II là Barbad, Bamshad, Sarkash, và Nagisa.

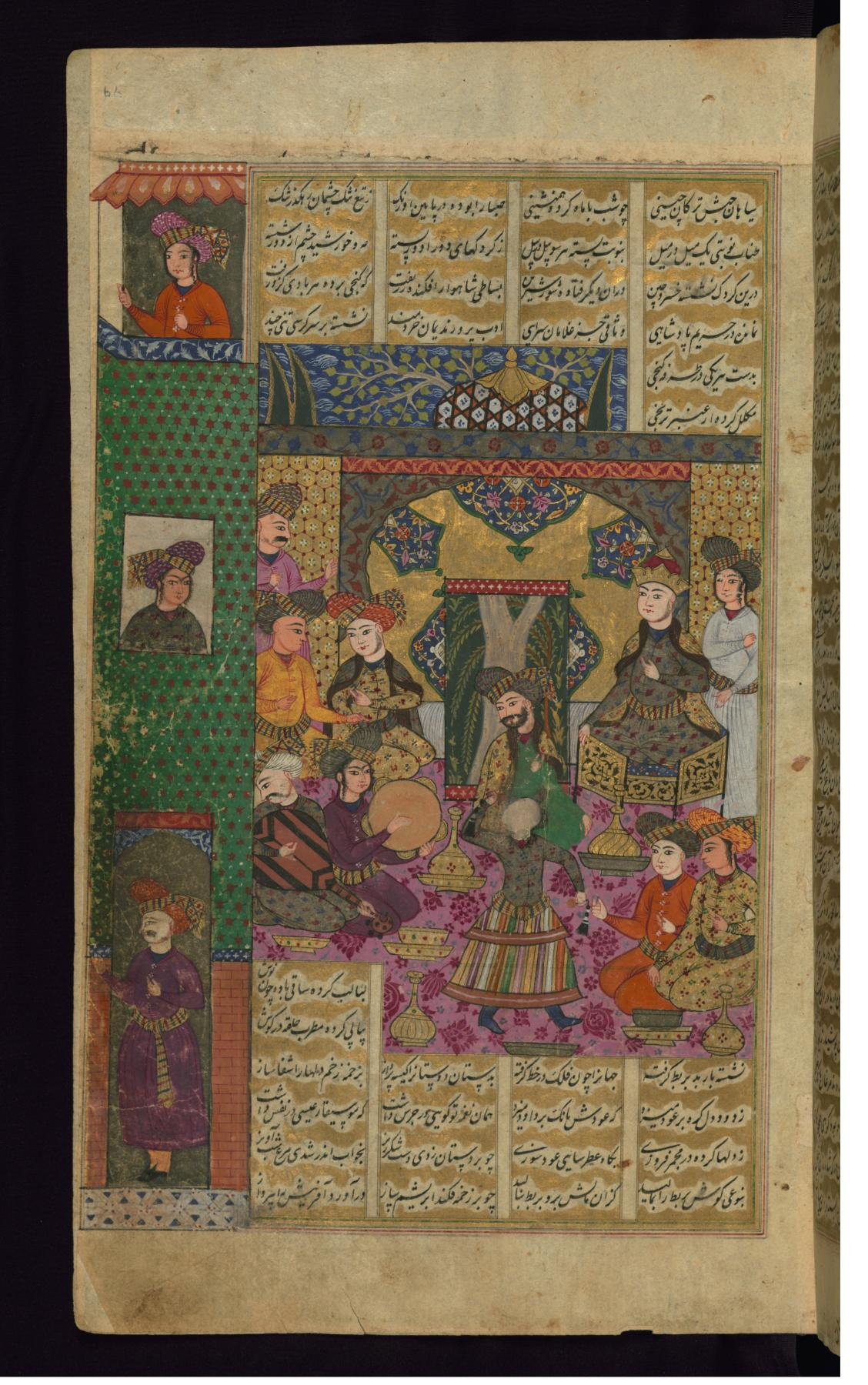
Khosraw và Shirin trong 1 buổi thiết triều, tiểu hoạ thế kỷ 17.

### Chính sách tôn giáo
Khosrau II đã cưới Shirin, một phụ nữ theo Ki Tô giáo, và con trai của bà với ông, Mardanshah, là người mà ông mong muốn kế vị mình sau này. Mối quan hệ của Khosrau với Kitô giáo đã thực sự phức tạp: Shirin, vợ của ông là tín đồ Kitô giáo, và viên quan coi quốc khố của ông, Yazdin, cũng như vậy Trong suốt triều đại của ông, đã liên tục có xung đột giữa phe theo Nhất tính thuyết và phe theo học thuyết Nestor trong Ki Tô giáo. Khosrau ủng hộ Nhất tính thuyết, và ra lệnh cho tất cả các thần dân của mình phải theo học thuyết này, có lẽ do ảnh hưởng từ Shirin và viên thầy thuốc hoàng gia Gabriel của Sinjar, cả hai đều ủng hộ học thuyết này. Khosrau cũng ban tặng tiền bạc hoặc quà tặng cho các nhà thờ Kitô giáo. Chính sách khoan dung của Khosrau đối với Kitô giáo và tình hữu nghị với các tín đồ Ki tô giáo Đông La Mã thậm chí còn khiến cho một số nhà văn Armenia nghĩ rằng Khosrau là một tín đồ Kitô.Chính sách khoan dung này của ông đối với các tín đồ Kitô (tuy nhiên có lẽ là do động cơ chính trị) khiến ông không được lòng các tu sĩ Hỏa giáo, và cũng giúp cho Kitô giáo được truyền bá rộng rãi khắp đế quốc Sassan.
Tuy nhiên, Khosrau cũng dành sự quan tâm cho Hỏa giáo, và ông đã cho xây dựng nhiều đền thờ lửa khác nhau. Nhưng điều này không giúp được nhiều cho các đền thờ Hỏa giáo, và đã gây ra sự suy thoái nặng nề dưới sự trị vì của Khosrau, trong đó mà theo lời của Richard N. Frye, "đã được ghi nhận vì sự sùng bái của nó dành cho sự xa hoa hơn là dành sự tận tụy cho việc suy ngẫm." 

### Phế truất vua Lakhmid
Năm 600, Khosrau II đã hành quyết Al-Nu'man III, vua của người Lakhmid ở Al-Hira, có lẽ vì vị vua Ả Rập này từ chố gả con gái của mình cho vị vua Ba Tư và gây ra sự xúc phạm đối với phụ nữ Ba Tư. Sau đó chính quyền trung ương đã nắm quyền kiểm soát toàn bộ biên giới sa mạc phía tây, và nhà nước đệm của người Lakhmid đã sụp đổ. Điều này cuối cùng tạo điều kiện cho cuộc xâm lược và chinh phục miền nam Iraq của các Caliph Hồi giáo, chưa đầy một thập kỷ sau cái chết của Khosrau.

### Xâm lược đế quốc Đông La Mã
Về giai đoạn đầu triều đại của mình, Khosrau II đã có quan hệ tốt với Đông La Mã. Tuy nhiên, vào năm 602, tướng Phocas (602-610) giết Mauricius cướp ngôi. Khosrau nhân cơ hội đó tiến hành một cuộc chiến tranh chống lại Constantinopolis: bề ngoài là để trả thù cho cái chết của Mauricius, nhưng mục tiêu của ông rõ ràng bao gồm việc sáp nhập càng nhiều lãnh thổ của Đông La Mã càng tốt.Khosrau II, cùng với Shahrbaraz và các tướng lĩnh tài năng khác của mình, nhanh chóng chiếm Dara và Edessa vào năm 604, và chiếm lại các lãnh thổ bị mất ở phía bắc, khiến cho biên giới Ba Tư-La Mã quay trở về thời điểm năm 591 trước khi Khosrau trao lại những vùng lãnh thổ này cho Mauricius nhằm đổi lấy viện trợ quân sự chống lại Bahram Chobin. Sau khi khôi phục lại những vùng lãnh thổ bị mất, Khosrau rút khỏi chiến trường và trao lại quyền chỉ huy mặt trận cho các tướng Shahrbaraz và Shahin Vahmanzadegan. Quân đội Sassan sau đó xâm chiếm và cướp bóc Syria cùng Tiểu Á, và vào năm 608, họ tiến vào Chalcedon.

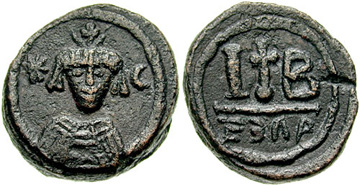
Chân dung Khosrow II trên một đồng xu theo kiểu Đông La Mã đúc tại Ai Cập trong thời kỳ Sasanid chiếm đóng Ai Cập (619-629).

Năm 610, Heraclius, một người Armenia đã nổi dậy chống lại Phocas và giết chết ông ta, rồi tự xưng làm hoàng đế. Sau đó, ông ta đã cố gắng để đàm phán hòa bình với Khosrau II bằng cách phái các sứ thần tới triều đình của ông. Tuy nhiên, Khorsau từ chối đề nghị của họ và nói:"Vương quốc đó thuộc về ta, và ta sẽ tấn phong cho con trai Maurice, Theodosius, làm hoàng đế [như với Heraclius], ông ta đã đến và nắm lấy quyền cai trị mà không được chúng ta cho phép và lúc này đây lại đề nghị dâng tặng kho báu của chúng ta làm quà tặng. Nhưng ta sẽ không dừng lại cho đến khi ta bắt được hắn trong tay mình. "Khosrau sau đó đã ra lệnh xử tử các sứ thần.
Vào năm 613 và 614, tướng Shahrbaraz đã bao vây và đánh chiếm được thành Damascus và Jerusalem, ông ta còn đem theo cây Thập Tự Thánh trở về trong lễ diễu hành mừng chiến công của mình. Ngay sau đó, Shahin tiến quân qua Anatolia, đánh bại nhiều đạo quân Đông La Mã; ông ta còn chinh phục Ai Cập vào năm 618. Người La Mã đã không thể tạo nên một sự kháng cự nào đáng kể, bởi vì họ bị chia rẽ bởi những bất đồng nội bộ, và bởi sức ép từ người Avar và người Slavơ vốn đang xâm lược đế quốc từ phía bên kia sông Danube.

### Cuộc xâm lược của người Turk-Hephthalite
Vào khoảng năm 606/607, Khosrau triệu tập tướng Smbat IV Bagratuni từ vùng đất Armenia thuộc Ba Tư và phái ông tới Iran để đẩy lui những người Turk-Hephthalites, họ đã cướp bóc xa tới tận Spahan ở miền trung Iran. Smbat, với sự trợ giúp của một hoàng tử Ba Tư tên là Datoyean, đã đẩy lùi những người Turk-Hephthalites khỏi Ba Tư, và tàn phá vùng đất họ ở miền đông Khorasan, tại đây Smbat được cho là đã giết chết vị vua của họ trong một trận đơn đấu. Khosrau sau đó đã ban cho Smbat tước hiệu kính cẩn Khosrow Shun ("Sự hân hoan hoặc sự hài lòng của Khosrow"), trong khi người con trai của ông ta Varaztirots II Bagratuni được nhận tên gọi kính cẩn Javitean Khosrow ("Sự bất diệt của Khosrau").
Sebeos đã mô tả sự kiện này như sau:
| “ | Ông ấy [Khosrow] ra lệnh rằng một con voi khổng lồ được trang trí và mang đến đại điện. Ông ra lệnh cho [con trai của Smbat] Varaztirots (người được gọi Javitean Khosrow bởi nhà vua), ngồi trên đỉnh [con voi]. Và ông đã ra lệnh tung rải rác của cải châu báu vào đám đông. Ông đã viết [cho Smbat] một hrovartak [thể hiện] sự hài lòng tuyệt vời và triệu tập ông ta đến triều đình với niềm vinh dự cực lớn cùng sự tráng lệ. [Smbat] qua đời vào năm thứ 28 dưới triều đại của [Khosrow] [618-19]. | ” |

### Chiến bại trước đế quốc Đông La Mã
Năm 622, Hoàng đế Đông La Mã Heraclius đã xây dựng được một đạo quân hùng mạnh để có thể đưa ra chiến trường. Năm 624, ông ta tiến vào miền bắc Atropatene, tại đây ông được chào đón bởi Farrukh Hormizd và Rostam Farrokhzad, những người đã nổi loạn chống lại Khosrau. Heraclius sau đó bắt đầu cướp phá một số thành phố và đền thờ, trong đó có đền thờ Adur Gushnasp.
Vài năm sau đó, năm 626, ông ta đánh chiếm Lazistan (Colchis). Tới cuối năm, Shahrbaraz đã tiến quân đến Chalcedon trên eo biển Bosphoros và ông ta đã cố gắng nhằm đánh chiếm Constantinople với sự giúp đỡ từ đồng minh Avar của người Ba Tư. Tuy nhiên động thái này đã không thành, quân đội của ông ta đã bị đánh bại, và buộc phải rút lui khỏi Anatolia sau đó vào năm 628.
Sau cuộc xâm lược của người Khazar vào Transcaucasia trong năm 627, Heraclius đã đánh bại quân Ba Tư tại Trận Nineveh và tiến về Ctesiphon. Khosrau II đã phải bỏ chạy khỏi nơi cư ngụ ưa thích của mình, Dastagird (gần Ctesiphon), mà không có một chút kháng cự nào. Heraclius sau đó chiếm Dastagird và cướp phá nó.

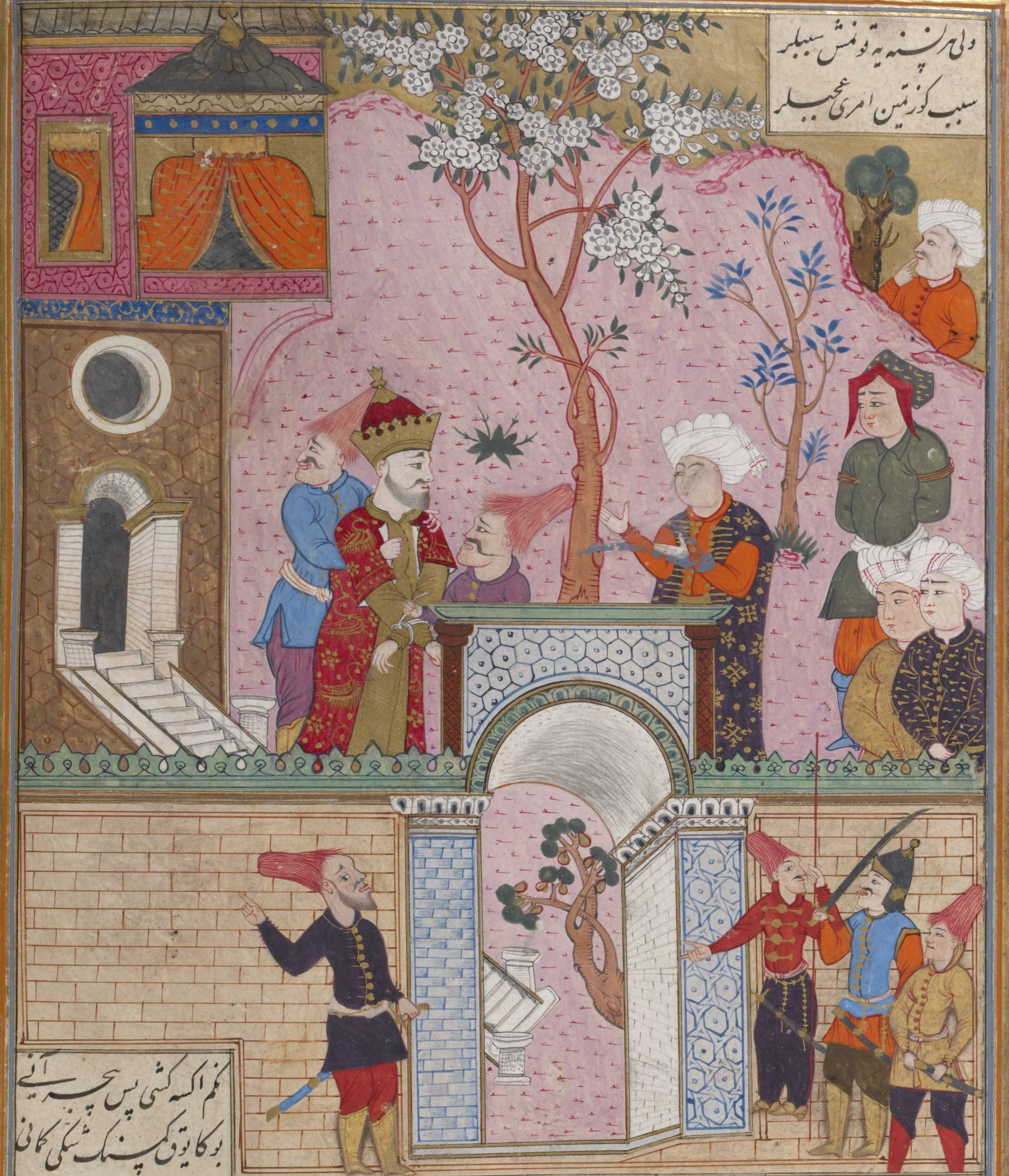
Tiểu hoạ thế kỷ 17 mô tả cảnh bắt giữ Khosrau II

### Mất ngôi và qua đời
Sau khi Dastagird thất thủ, con trai của Khosrau, Kavadh, đã được các gia tộc phong kiến của đế quốc Sassan giải thoát, những gia tộc này bao gồm: gia tộc Ispahbudhan đại diện là viên spahbed Farrukh Hormizd và hai con trai của ông ta Rostam Farrokhzad và Farrukhzad. Shahrbaraz từ gia tộc Mihran, phe Armenia đại diện bởi Varaztirots II Bagratuni, và cuối cùng là Kanadbak của gia tộc Kanārangīyān. Vào ngày 25 tháng Hai, Kavadh cùng với Aspad Gushnasp, đã đánh chiếm Ctesiphon và tống giam Khosrau II. Kavadh II sau đó tuyên bố mình là vua của đế chế Sásanid, và ra lệnh cho Piruz Khosrow hành quyết tất cả các anh em trai của mình, trong đó có cả Mardanshah, người con mà Khosrau II yêu quý. Ba ngày sau, Kavadh đã ra lệnh Mihr Hormozd xử tử người cha của mình (một số ghi chép cho rằng ông đã bị bắn chết từ từ bằng cung tên ). Với sự ủng hộ của các nhà quý tộc Ba Tư, Kavadh sau đó đã lập lại hòa bình với hoàng đế Đông La Mã Heraclius, đổi lại La Mã được nhận lại tất cả các vùng lãnh thổ bị mất của họ, tù binh, một khoản bồi thường chiến phí, cùng với cây Thập Tự Thánh và các thánh tích khác đã đoạt mất khỏi Jerusalem vào năm 614. Heraclius sau đó trở về Constantinople trong chiến thắng, trong khi đế quốc Sassan rơi vào tình trạng hỗn loạn.

## Lá thư của Muhammad gửi Khosrau
Theo huyền sử Hồi giáo, khi Khosrau II (tiếng Ả Rập: كسرى) làm vua Ba Tư, ngôn sứ Muhammad đã sai đệ tử Abdullah ibn Hudhafah như-Sahmi mang thư sang dụ Khosrau nghe thuyết giáo về đạo Hồi Lá thư này được các sử gia Hồi giáo truyền lại như sau:
"Nhân danh Thượng đế, từ bi và khoan dung.
Từ Muhammad, ngôn sứ của Thượng đế, đến đại đế Kisra của Iran. Sự an bình sẽ đến với những ai tìm kiếm sự thật và bày tỏ niềm tin vào Thượng đế và ngôn sứ của Ngài và làm chứng rằng không có vị thần nào khác ngoài Thượng đế và ngoài Ngài ra không còn ai khác, và những ai tin rằng Muhammad là tôi tớ và là ngôn sứ của Ngài. Dưới sự chỉ huy của Thượng đế, tôi mời ngài đến với Người. Người đã sai tôi dẫn dắt tất cả mọi người để tôi có thể cảnh báo cho họ tất cả những cơn thịnh nộ của Ngài và có thể giao cho những người vô thần này một tối hậu thư. Hãy tuân theo đạo Hồi để ngài có thể vẫn được bình an. Và nếu ngài từ chối chấp nhận đạo Hồi, ngài sẽ phải chịu trách nhiệm cho những tội lỗi của Magi."

Khosrau II đã xé bức thư của Muhammed và ra lệnh cho Badhan, chư hầu của ông ở Yemen, phải phái hai người dũng cảm tới đó nhằm xác định, bắt và đưa người đàn ông này từ Hijaz (Muhammad) tới chỗ ông. Trong khi đó, sau khi quay trở lại Madinah, Abdullah nói với Muhammad cách Khosrau đã xé bức thư của ông để miếng và Muhammad sau đó đã cảnh báo trước về sự suy vong của Khosrau II.

## Gia đình
Khosrau là con trai của vua Hormizd IV, với một phụ nữ quý tộc vô danh xuất thân từ gia tộc Ispahbudhan, bà còn là em gái của Vistahm và Vinduyih. Khosrau cũng đã có hai người anh em họ xuất thân từ gia tộc Ispahbudhan có tên là Mah-Adhur Gushnasp và Narsi.Ông còn có một người anh rể tên là Hormuzan, một nhà quý tộc Sassan đến từ một trong bảy gia tộc Parthia, người sau này đã chiến đấu chống lại người Ả Rập trong cuộc xâm lược Ba Tư của người Hồi giáo.
Khosrau đã kết hôn ba lần: đầu tiên với Maria, người con gái của hoàng đế Đông La Mã Maurice, bà đã sinh cho ông người con trai Kavadh II. Sau đó là Gordiya, em gái của Bahram Chobin, người đã sinh cho ông Javanshir. Sau đó, là Shirin, người đã sinh cho ông Mardanshah. Khosrau cũng có những người con khác mà được đặt tên là: Borandukht, Azarmidokht, Shahryar và Farrukhzad Khosrau V. Tất cả những người này ngoại trừ Shahryar sau này đều trở thành vua của Ba Tư trong cuộc nội chiến từ năm 628 - năm 632. Khosrau còn có một người em tên là Kavadh và một em gái tên là Mirhran, bà đã cưới viên spahbed của nhà Sassan tên là Shahrbaraz, và sau đó sinh cho ông ta người con trai tên là Shapur-i Shahrvaraz, trong khi Kavadh đã cưới một người phụ nữ không rõ tên tuổi, người đã sinh cho ông ta người con trai tên là Khosrau III.

### Gia phả
|  |  |                 |                 |                 |                 |                 |                 |                               |                               |                               |                               |                               |                               |                       |                       |                       |                       |                       |                       |                            |                            | Khosrau I (531-579)        | Khosrau I (531-579)        | Khosrau I (531-579)        | Khosrau I (531-579)        | Khosrau I (531-579)  | Khosrau I (531-579)  |                    |                    |                    |                    |                  |                  |                  |                  |                  |                  |           |           | Shapur († 580s) | Shapur († 580s) | Shapur († 580s) | Shapur († 580s) | Shapur († 580s) | Shapur († 580s) |                                  |                                  |                                  |                                  |                                  |                                  |                   |                   |                   |                   |          |          |                           |                           |                           |                           |                           |                           |  |  |  |  |  |  |  |  |  |  |  |  |  |  |  |  |  |  |  |  |  |  |  |  |  |  |  |  |  |  |  |  |  |  |  |  |  |  |  |  |  |  |
|  |  |                 |                 |                 |                 |                 |                 |                               |                               |                               |                               |                               |                               |                       |                       |                       |                       |                       |                       |                            |                            | Khosrau I (531-579)        | Khosrau I (531-579)        | Khosrau I (531-579)        | Khosrau I (531-579)        | Khosrau I (531-579)  | Khosrau I (531-579)  |                    |                    |                    |                    |                  |                  |                  |                  |                  |                  |           |           | Shapur († 580s) | Shapur († 580s) | Shapur († 580s) | Shapur († 580s) | Shapur († 580s) | Shapur († 580s) |                                  |                                  |                                  |                                  |                                  |                                  |                   |                   |                   |                   |          |          |                           |                           |                           |                           |                           |                           |  |  |  |  |  |  |  |  |  |  |  |  |  |  |  |  |  |  |  |  |  |  |  |  |  |  |  |  |  |  |  |  |  |  |  |  |  |  |  |  |  |  |
|  |  |                 |                 |                 |                 |                 |                 |                               |                               |                               |                               |                               |                               |                       |                       |                       |                       |                       |                       |                            |                            |                            |                            |                            |                            |                      |                      |                    |                    |                    |                    |                  |                  |                  |                  |                  |                  |           |           |                 |                 |                 |                 |                 |                 |                                  |                                  |                                  |                                  |                                  |                                  |                   |                   |                   |                   |          |          |                           |                           |                           |                           |                           |                           |  |  |  |  |  |  |  |  |  |  |  |  |  |  |  |  |  |  |  |  |  |  |  |  |  |  |  |  |  |  |  |  |  |  |  |  |  |  |  |  |  |  |
|  |  |                 |                 |                 |                 |                 |                 |                               |                               |                               |                               |                               |                               |                       |                       |                       |                       |                       |                       |                            |                            |                            |                            |                            |                            |                      |                      |                    |                    |                    |                    |                  |                  |                  |                  |                  |                  |           |           |                 |                 |                 |                 |                 |                 |                                  |                                  |                                  |                                  |                                  |                                  |                   |                   |                   |                   |          |          |                           |                           |                           |                           |                           |                           |  |  |  |  |  |  |  |  |  |  |  |  |  |  |  |  |  |  |  |  |  |  |  |  |  |  |  |  |  |  |  |  |  |  |  |  |  |  |  |  |  |  |
|  |  |                 |                 |                 |                 |                 |                 |                               |                               |                               |                               |                               |                               |                       |                       |                       |                       |                       |                       |                            |                            | Hormizd IV (579-590)       | Hormizd IV (579-590)       | Hormizd IV (579-590)       | Hormizd IV (579-590)       | Hormizd IV (579-590) | Hormizd IV (579-590) |                    |                    | Không rõ           | Không rõ           | Không rõ         | Không rõ         | Không rõ         | Không rõ         |                  |                  |           |           |                 |                 |                 |                 |                 |                 | Vistahm (590/1–596 or 594/5–600) | Vistahm (590/1–596 or 594/5–600) | Vistahm (590/1–596 or 594/5–600) | Vistahm (590/1–596 or 594/5–600) | Vistahm (590/1–596 or 594/5–600) | Vistahm (590/1–596 or 594/5–600) |                   |                   |                   |                   | Vinduyih | Vinduyih | Vinduyih                  | Vinduyih                  | Vinduyih                  | Vinduyih                  |                           |                           |  |  |  |  |  |  |  |  |  |  |  |  |  |  |  |  |  |  |  |  |  |  |  |  |  |  |  |  |  |  |  |  |  |  |  |  |  |  |  |  |  |  |
|  |  |                 |                 |                 |                 |                 |                 |                               |                               |                               |                               |                               |                               |                       |                       |                       |                       |                       |                       |                            |                            | Hormizd IV (579-590)       | Hormizd IV (579-590)       | Hormizd IV (579-590)       | Hormizd IV (579-590)       | Hormizd IV (579-590) | Hormizd IV (579-590) |                    |                    | Không rõ           | Không rõ           | Không rõ         | Không rõ         | Không rõ         | Không rõ         |                  |                  |           |           |                 |                 |                 |                 |                 |                 | Vistahm (590/1–596 or 594/5–600) | Vistahm (590/1–596 or 594/5–600) | Vistahm (590/1–596 or 594/5–600) | Vistahm (590/1–596 or 594/5–600) | Vistahm (590/1–596 or 594/5–600) | Vistahm (590/1–596 or 594/5–600) |                   |                   |                   |                   | Vinduyih | Vinduyih | Vinduyih                  | Vinduyih                  | Vinduyih                  | Vinduyih                  |                           |                           |  |  |  |  |  |  |  |  |  |  |  |  |  |  |  |  |  |  |  |  |  |  |  |  |  |  |  |  |  |  |  |  |  |  |  |  |  |  |  |  |  |  |
|  |  |                 |                 |                 |                 |                 |                 |                               |                               |                               |                               |                               |                               |                       |                       |                       |                       |                       |                       |                            |                            |                            |                            |                            |                            |                      |                      |                    |                    |                    |                    |                  |                  |                  |                  |                  |                  |           |           |                 |                 |                 |                 |                 |                 |                                  |                                  |                                  |                                  |                                  |                                  |                   |                   |                   |                   |          |          |                           |                           |                           |                           |                           |                           |  |  |  |  |  |  |  |  |  |  |  |  |  |  |  |  |  |  |  |  |  |  |  |  |  |  |  |  |  |  |  |  |  |  |  |  |  |  |  |  |  |  |
|  |  |                 |                 |                 |                 |                 |                 |                               |                               |                               |                               |                               |                               |                       |                       |                       |                       |                       |                       |                            |                            |                            |                            |                            |                            |                      |                      |                    |                    |                    |                    |                  |                  |                  |                  |                  |                  |           |           |                 |                 |                 |                 |                 |                 |                                  |                                  |                                  |                                  |                                  |                                  |                   |                   |                   |                   |          |          |                           |                           |                           |                           |                           |                           |  |  |  |  |  |  |  |  |  |  |  |  |  |  |  |  |  |  |  |  |  |  |  |  |  |  |  |  |  |  |  |  |  |  |  |  |  |  |  |  |  |  |
|  |  |                 |                 |                 |                 |                 |                 |                               |                               |                               |                               |                               |                               |                       |                       |                       |                       |                       |                       |                            |                            |                            |                            |                            |                            |                      |                      |                    |                    |                    |                    |                  |                  |                  |                  |                  |                  |           |           |                 |                 |                 |                 |                 |                 |                                  |                                  |                                  |                                  |                                  |                                  |                   |                   |                   |                   |          |          |                           |                           |                           |                           |                           |                           |  |  |  |  |  |  |  |  |  |  |  |  |  |  |  |  |  |  |  |  |  |  |  |  |  |  |  |  |  |  |  |  |  |  |  |  |  |  |  |  |  |  |
|  |  |                 |                 |                 |                 |                 |                 |                               |                               | Khosrau II (590-628)          | Khosrau II (590-628)          | Khosrau II (590-628)          | Khosrau II (590-628)          | Khosrau II (590-628)  | Khosrau II (590-628)  |                       |                       |                       |                       |                            |                            |                            |                            |                            |                            |                      |                      |                    |                    |                    |                    |                  |                  |                  |                  |                  |                  |           |           |                 |                 |                 |                 |                 |                 |                                  |                                  |                                  |                                  | Kavadh                           | Kavadh                           | Kavadh            | Kavadh            | Kavadh            | Kavadh            |          |          | Mirhran                   | Mirhran                   | Mirhran                   | Mirhran                   | Mirhran                   | Mirhran                   |  |  |  |  |  |  |  |  |  |  |  |  |  |  |  |  |  |  |  |  |  |  |  |  |  |  |  |  |  |  |  |  |  |  |  |  |  |  |  |  |  |  |
|  |  |                 |                 |                 |                 |                 |                 |                               |                               | Khosrau II (590-628)          | Khosrau II (590-628)          | Khosrau II (590-628)          | Khosrau II (590-628)          | Khosrau II (590-628)  | Khosrau II (590-628)  |                       |                       |                       |                       |                            |                            |                            |                            |                            |                            |                      |                      |                    |                    |                    |                    |                  |                  |                  |                  |                  |                  |           |           |                 |                 |                 |                 |                 |                 |                                  |                                  |                                  |                                  | Kavadh                           | Kavadh                           | Kavadh            | Kavadh            | Kavadh            | Kavadh            |          |          | Mirhran                   | Mirhran                   | Mirhran                   | Mirhran                   | Mirhran                   | Mirhran                   |  |  |  |  |  |  |  |  |  |  |  |  |  |  |  |  |  |  |  |  |  |  |  |  |  |  |  |  |  |  |  |  |  |  |  |  |  |  |  |  |  |  |
|  |  |                 |                 |                 |                 |                 |                 |                               |                               |                               |                               |                               |                               |                       |                       |                       |                       |                       |                       |                            |                            |                            |                            |                            |                            |                      |                      |                    |                    |                    |                    |                  |                  |                  |                  |                  |                  |           |           |                 |                 |                 |                 |                 |                 |                                  |                                  |                                  |                                  |                                  |                                  |                   |                   |                   |                   |          |          |                           |                           |                           |                           |                           |                           |  |  |  |  |  |  |  |  |  |  |  |  |  |  |  |  |  |  |  |  |  |  |  |  |  |  |  |  |  |  |  |  |  |  |  |  |  |  |  |  |  |  |
|  |  | Kavadh II (628) | Kavadh II (628) | Kavadh II (628) | Kavadh II (628) | Kavadh II (628) | Kavadh II (628) |                               |                               |                               |                               |                               |                               | Azarmidokht (630-631) | Azarmidokht (630-631) | Azarmidokht (630-631) | Azarmidokht (630-631) | Azarmidokht (630-631) | Azarmidokht (630-631) |                            |                            |                            |                            |                            |                            | Mardanshah († 628)   | Mardanshah († 628)   | Mardanshah († 628) | Mardanshah († 628) | Mardanshah († 628) | Mardanshah († 628) |                  |                  |                  |                  |                  |                  | Javanshir | Javanshir | Javanshir       | Javanshir       | Javanshir       | Javanshir       |                 |                 |                                  |                                  |                                  |                                  | Khosrau III (630)                | Khosrau III (630)                | Khosrau III (630) | Khosrau III (630) | Khosrau III (630) | Khosrau III (630) |          |          | Shapur-i Shahrvaraz (630) | Shapur-i Shahrvaraz (630) | Shapur-i Shahrvaraz (630) | Shapur-i Shahrvaraz (630) | Shapur-i Shahrvaraz (630) | Shapur-i Shahrvaraz (630) |  |  |  |  |  |  |  |  |  |  |  |  |  |  |  |  |  |  |  |  |  |  |  |  |  |  |  |  |  |  |  |  |  |  |  |  |  |  |  |  |  |  |
|  |  | Kavadh II (628) | Kavadh II (628) | Kavadh II (628) | Kavadh II (628) | Kavadh II (628) | Kavadh II (628) |                               |                               |                               |                               |                               |                               | Azarmidokht (630-631) | Azarmidokht (630-631) | Azarmidokht (630-631) | Azarmidokht (630-631) | Azarmidokht (630-631) | Azarmidokht (630-631) |                            |                            |                            |                            |                            |                            | Mardanshah († 628)   | Mardanshah († 628)   | Mardanshah († 628) | Mardanshah († 628) | Mardanshah († 628) | Mardanshah († 628) |                  |                  |                  |                  |                  |                  | Javanshir | Javanshir | Javanshir       | Javanshir       | Javanshir       | Javanshir       |                 |                 |                                  |                                  |                                  |                                  | Khosrau III (630)                | Khosrau III (630)                | Khosrau III (630) | Khosrau III (630) | Khosrau III (630) | Khosrau III (630) |          |          | Shapur-i Shahrvaraz (630) | Shapur-i Shahrvaraz (630) | Shapur-i Shahrvaraz (630) | Shapur-i Shahrvaraz (630) | Shapur-i Shahrvaraz (630) | Shapur-i Shahrvaraz (630) |  |  |  |  |  |  |  |  |  |  |  |  |  |  |  |  |  |  |  |  |  |  |  |  |  |  |  |  |  |  |  |  |  |  |  |  |  |  |  |  |  |  |
|  |  |                 |                 |                 |                 |                 |                 | Borandukht (629-630, 631-632) | Borandukht (629-630, 631-632) | Borandukht (629-630, 631-632) | Borandukht (629-630, 631-632) | Borandukht (629-630, 631-632) | Borandukht (629-630, 631-632) |                       |                       |                       |                       |                       |                       | Farrukhzad Khosrau V (631) | Farrukhzad Khosrau V (631) | Farrukhzad Khosrau V (631) | Farrukhzad Khosrau V (631) | Farrukhzad Khosrau V (631) | Farrukhzad Khosrau V (631) |                      |                      |                    |                    |                    |                    | Shahryar († 628) | Shahryar († 628) | Shahryar († 628) | Shahryar († 628) | Shahryar († 628) | Shahryar († 628) |           |           |                 |                 |                 |                 | không rõ        | không rõ        | không rõ                         | không rõ                         | không rõ                         | không rõ                         |                                  |                                  |                   |                   |                   |                   |          |          |                           |                           |                           |                           |                           |                           |  |  |  |  |  |  |  |  |  |  |  |  |  |  |  |  |  |  |  |  |  |  |  |  |  |  |  |  |  |  |  |  |  |  |  |  |  |  |  |  |  |  |

## Chú giải
1. 1 2 3 4 5 6  Howard-Johnston 2010.
2. ↑  The Romance of Khusraw and Shirin Illustrated by Riza``Abbasi (khoảng 1565 – 1635)
3. 1 2  Muhammad ibn Jarir al-Tabari, History of the Prophets and Kings, vol. 2
4. 1 2 3 4 5  Shapur Shahbazi 1989, tr. 180–182.
5. ↑  Pourshariati 2008, tr. 127–128, 131–132.
6. ↑  Greatrex & Lieu 2002, tr. 172.
7. ↑  Dinavari, Akhbâr al-tiwâl, pp. 91-92;
8. ↑  Ferdowsi in Shahnameh affirms the same conditions put forth by Maurice.
9. 1 2 3 4  Greatrex & Lieu 2002, tr. 173.
10. ↑  Greatrex & Lieu 2002, tr. 174.
11. ↑  Gumilev L.N. Bahram Chubin, pp. 229 - 230
12. 1 2  Crawford 2013, tr. 28.
13. ↑  Pourshariati 2008, tr. 131–132.
14. ↑  Pourshariati 2008, tr. 132, 134.
15. ↑  Pourshariati 2008, tr. 132–133, 135.
16. ↑  Pourshariati 2008, tr. 133–134.
17. ↑  Pourshariati 2008, tr. 136-137.
18. ↑  Peter Brown: The Rise of Western Christendom. 2. erweiterte Auflage. Oxford 2003, S. 283.
19. 1 2  Frye 1983, tr. 166.
20. ↑  Frye 1983, tr. 171.
21. ↑  Frye 1983, tr. 172.
22. ↑  Landau-Tasseron, Ella. "ḎŪ QĀR". ENCYCLOPÆDIA IRANICA. Truy cập ngày 8 tháng 1 năm 2012.
23. ↑  Richard Nelson Frye, The History of Ancient Iran, p 330.
24. ↑  Treadgold 1997, tr. 287.
25. ↑  Sebeos, chapter 24
26. 1 2 3  Martindale, Jones & Morris (1992), pp. 1363–1364
27. ↑  http://www.soudavar.com/Canepa%20review.pdf
28. ↑  Pourshariati 2008, tr. 152-153.
29. ↑  Pourshariati 2008, tr. 173.
30. ↑  Norwich 1997, tr. 94
31. ↑  Oman 1893, tr. 212
32. ↑  Kaegi 2003, tr. 178, 189–190
33. ↑  al-Mubarakpuri (2002) p. 417
34. 1 2  http://www.al-islam.org/message/43.htm
35. ↑  Tabaqat-i Kubra, vol. I, page 360; Tarikh-i Tabari, vol. II, pp. 295, 296; Tarikh-i Kamil, vol. II, page 81 and Biharul Anwar, vol. XX, page 389
36. 1 2  Kisra, M. Morony, The Encyclopaedia of Islam, Vol. V, ed.C.E. Bosworth, E.van Donzel, B. Lewis and C. Pellat, (E.J.Brill, 1980), 185.
37. ↑  Pourshariati 2008, tr. 179.
38. ↑  HORMOZĀN, A. Shapur Shahbazi, Encyclopaedia Iranica
39. ↑  Pourshariati 2008, tr. 205.